# كيم كريستنسن (لاعب كرة قدم)
كيم كريستنسن (بالدنماركية: Kim Christensen)‏ (8 مايو 1980 في الدنمارك - ) هو لاعب كرة قدم دانمركي في مركز الهجوم. شارك مع منتخب الدنمارك تحت 21 سنة لكرة القدم. أما مع النوادي، فقد لعب مع تفينتي أنشخيدة ونادي أودنسه ونادي بارنسلي ونادي بروندبي ونادي لينغبي ونادي ميتييلاند ونادي هامبورغ ونادي هيليراب وAkademisk Boldklub ‏.

## وصلات خارجية
- كيم كريستنسن (لاعب كرة قدم) على موقع قاعدة بيانات كرة القدم.إي يو (الإنجليزية)
- كيم كريستنسن (لاعب كرة قدم) على موقع بيانات كرة القدم. دي إي (الألمانية)
- كيم كريستنسن (لاعب كرة قدم) على موقع Soccerbase.com (لاعب) (الإنجليزية)
- كيم كريستنسن (لاعب كرة قدم) على موقع Soccerway.com (الإنجليزية)
- كيم كريستنسن (لاعب كرة قدم) على موقع عالم كرة القدم.نت (الإنجليزية)